# Chez Saint-Pierre
Chez Saint-Pierre est un restaurant gastronomique situé dans le village du Bic, à Rimouski,. Ouvert au début des années 2000 par la chef et copropriétaire Colombe St-Pierre, le restaurant est classé en 46e position parmi les 100 meilleurs restaurants du Canada.